# إيرلي وين
إيرلي وين (بالإنجليزية: Early Wynn) هو لاعب كرة قاعدة وصحفي أمريكي، ولد في 6 يناير 1920 في هارتفورد في الولايات المتحدة، وتوفي في 4 أبريل 1999 في فينيس، فلوريدا في الولايات المتحدة.

## وصلات خارجية
- إيرلي وين على موقع دوري كرة القاعدة الرئيسي (الإنجليزية)
- إيرلي وين على موقعبيزبول رفرنس.كوم (الدوري الرئيسي) (الإنجليزية)
- إيرلي وين على موقعبيزبول رفرنس.كوم (الدوري الثانوي) (الإنجليزية)
- إيرلي وين على موقع إي إس بي إن.كوم (أم.أل.بي) (الإنجليزية)
- إيرلي وين على موقع مشجعي الرسوم البيانية (الإنجليزية)
- إيرلي وين على موقع قاعة مشاهير كرة القاعدة (الإنجليزية)
- إيرلي وين على موقع قاعة فلوريدا للمشاهير الرياضية (الإنجليزية)
- إيرلي وين على موقع IMDb (الإنجليزية)
- إيرلي وين على موقع إن إن دي بي (الإنجليزية)